# San Juan Chicomezúchil
San Juan Chicomezúchil es una localidad del estado mexicano de Oaxaca. Es cabecera del municipio de San Juan Chicomezúchil.

## Demografía
| Censo | Población |
| ----- | --------- |
| 1900  | 484       |
| 1910  | 480       |
| 1921  | 517       |
| 1930  | 569       |
| 1940  | 705       |
| 1950  | 583       |
| 1960  | 1349      |
| 1970  | 497       |
| 1980  | 431       |
| 1990  | 406       |
| 1995  | 343       |
| 2000  | 358       |
| 2005  | 270       |
| 2010  | 310       |
| 2020  | 278       |